# Prospect Gap
Prospect Gap är ett bergspass i Antarktis. Det ligger i Östantarktis. Australien gör anspråk på området. Prospect Gap ligger 41 meter över havet. Det ligger vid sjöarna  Perched Rock Tarn och Scale Lake.
Terrängen runt Prospect Gap är platt. Trakten är glest befolkad. Närmaste befolkade plats är Davis Station, 8,6 kilometer väster om Prospect Gap. 